# Jouni Järvelä

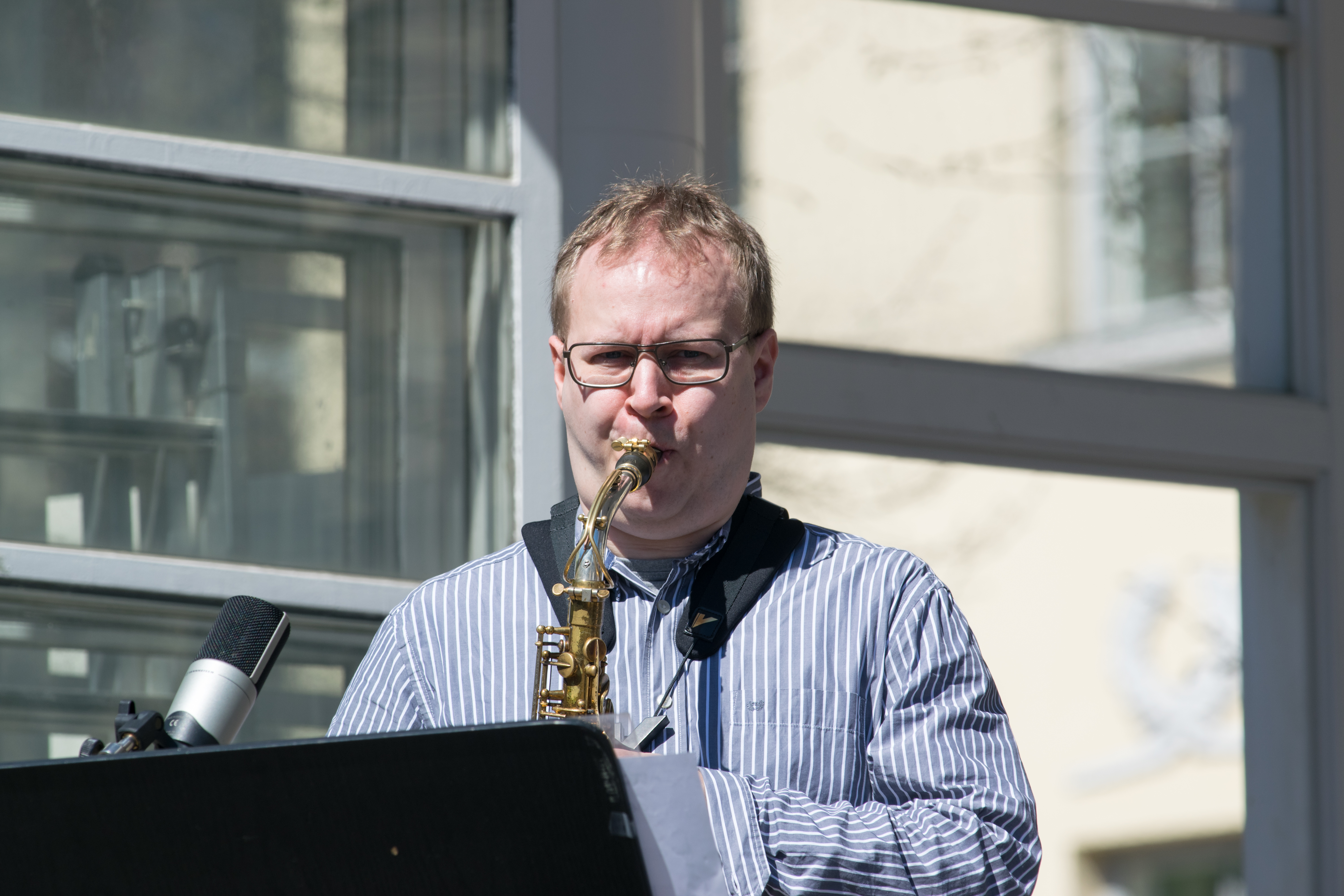
Jouni Järvelä (2014)

Jouni Järvelä (* 11. Juni 1973 in Imatra) ist ein finnischer Jazzmusiker (Sopran- und Altsaxophon, Klarinette, auch C-Melody- und Tenorsaxophon, Komposition).

## Wirken
Järvelä ist hauptsächlich bekannt für seine Arbeit in der Bigband UMO Jazz Orchestra. 1992, als er 19 Jahre alt war, spielte er zum ersten Mal in dieser Formation. 1995 wurde er zum ständigen Mitglied des Orchesters gewählt, in dem er derzeit als Erster Altsaxophonist tätig und als Solist hervorgetreten ist.
Mit seiner eigenen Band, die er 1996 gründete, hat er 1999 sein Debütalbum Lento veröffentlicht, das für den finnischen Emma-Preis nominiert wurde. 2007 folgte das Album A Grand Day Out (live) mit dem norwegischen Schlagzeuger Audun Kleive als Gast. Järvelä hat den größten Teil der Musik der Band komponiert.
Järvelä hat weiterhin in der Imatra Big Band, mit Florian Rynkowskis Flora et Labora, Kari Ikonen & Karikko oder dem Quintett von Teemu Eronen gespielt. Auch hat er viel mit Lenny Pickett zusammengearbeitet. Der Kurde Marouf Majidi holte ihn in sein Quartett Ma Rouf.